# 梅当
梅当（法語：Médan，發音：[medɑ̃] ⓘ）是法国法兰西岛大区伊夫林省的一个市镇，位于塞纳河畔，属于圣日耳曼昂莱区。

## 历史
在九世纪，该地被称为“马热东”（Magedon），由一个封建庄园和24个小房子组成。

## 地理
梅当（48°57'12"N, 1°59'46"E）面积2.85 平方千米，位于法国法蘭西島大區伊夫林省，巴黎西北郊区，距离巴黎25公里。梅当是巴黎的一个睡城。虽然部分地区已经城市化，但绿地仍占面积的66%。
与梅当接壤的市镇（或旧市镇、城区）包括：莫兰维利耶、奥热瓦勒、塞纳河畔特列勒、维尔努耶、塞纳河畔维莱讷。
梅当的时区为UTC+01:00、UTC+02:00（夏令时）。

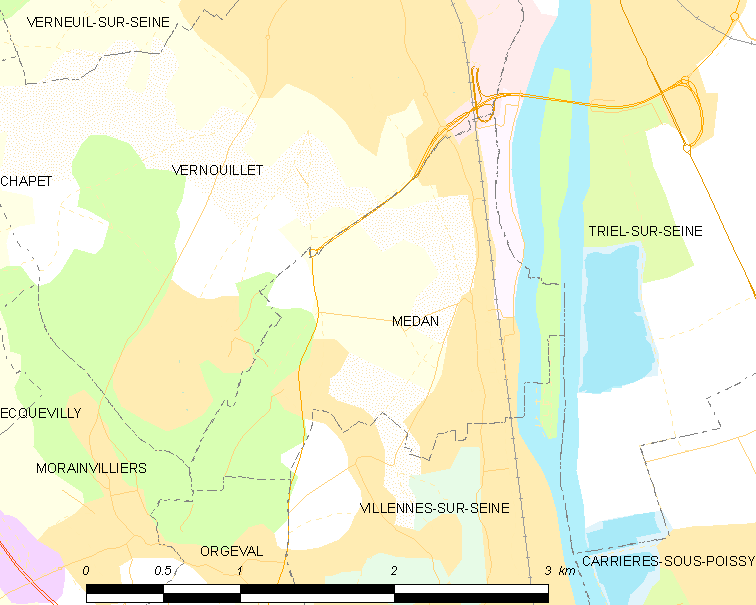
梅当的OSM定位图

## 行政
梅当的邮政编码为78670，INSEE市镇编码为78384。

## 政治
梅当所属的省级选区为塞纳河畔维尔讷伊县。

## 文化

### 梅当城堡

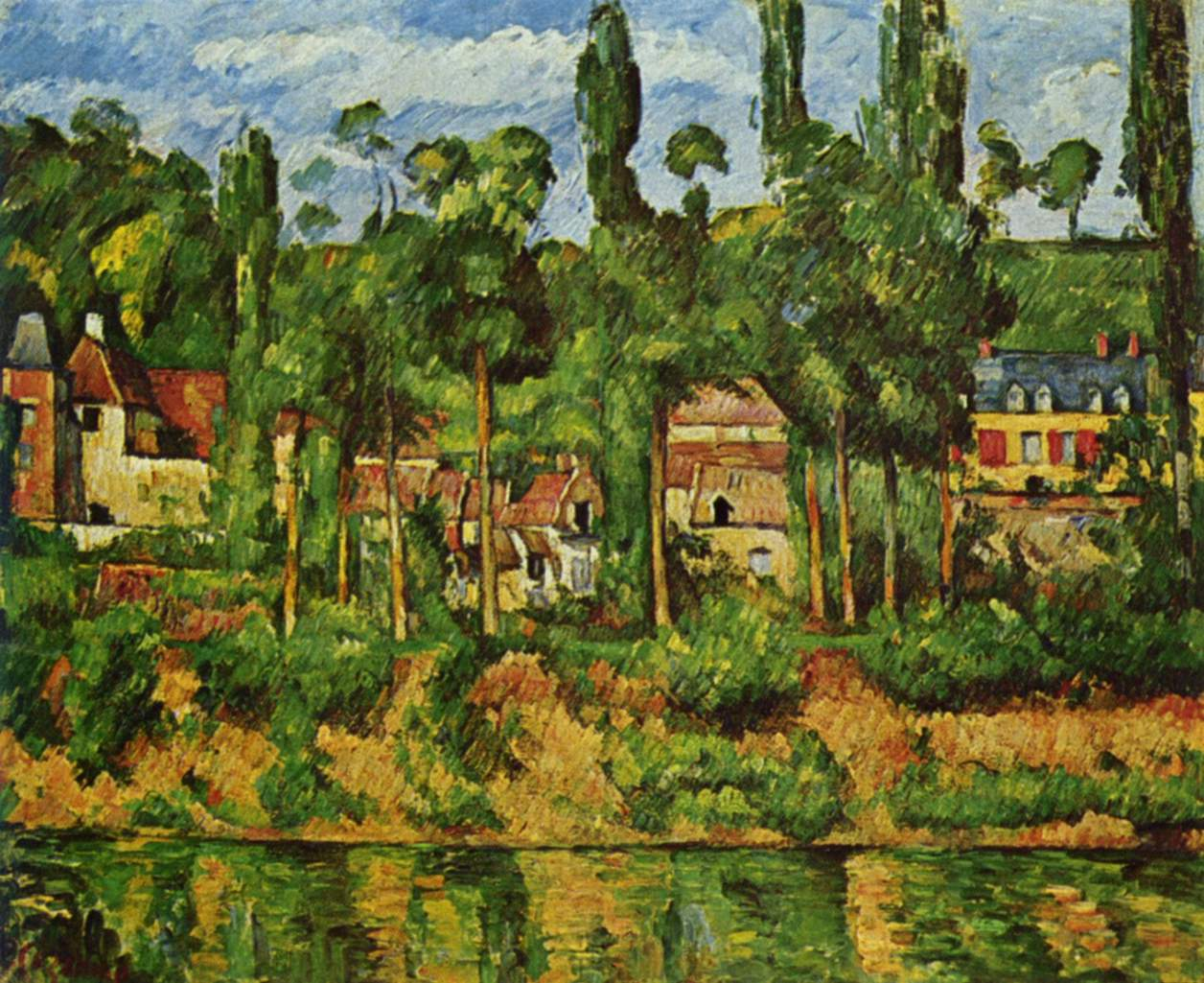
塞尚：梅当城堡（1880年）

梅当城堡建于十五世纪末。在文艺复兴时期，七星诗社的诗人比埃尔·德·龙沙、约阿希姆·杜·贝莱和让-安托万·德巴伊夫经常来到城堡，前来打猎和写诗。从1879年至1881年，保罗·塞尚曾三次来此作画。
莫里斯·梅特林克于1911年获得诺贝尔文学奖，1924年搬到梅当城堡，在这里写了《白蚁的生命》（La Vie des Termites）和《玻璃蜘蛛》（L’Araignée de verre）。1926年被登记为国家历史古迹。这座城堡在第二次世界大战后遭废弃，1956年被大火烧毁，自1966年至1974年，《战斗报》在此印刷。今天，城堡已修复，为私人产业，参观需要预约。

### 左拉别墅

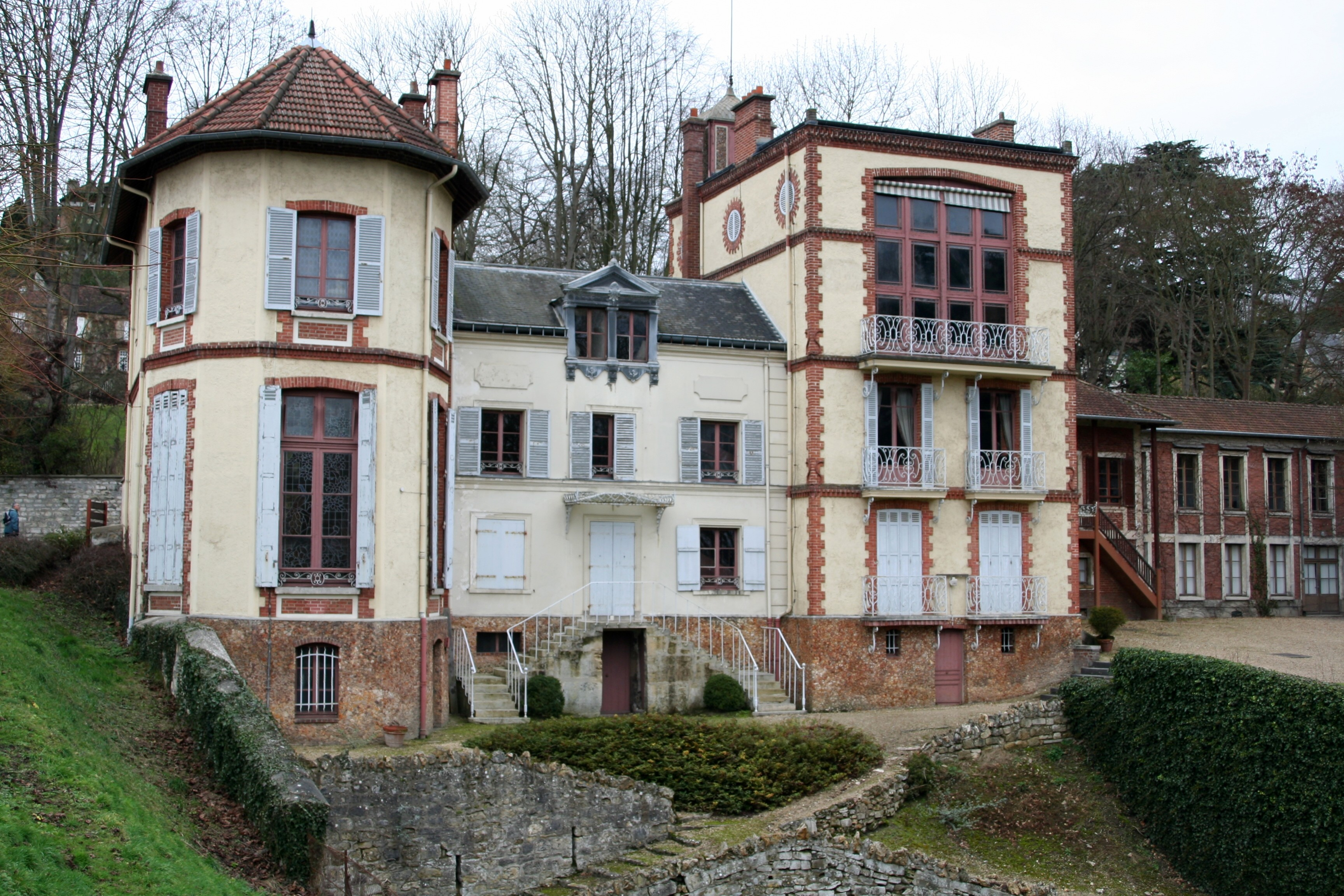
左拉别墅

法国作家埃米尔·左拉的小说《小酒店》取得了成功，于是在1878年5月，在梅当购置了一栋房子，他称之为“兔子小屋”。三年后，他将其改造为一座庄园，有花园和农场，在此享受轻松的生活方式。他设计了一个他一直梦寐以求的公园。
夏天，左拉在梅当接待了童年的朋友保罗·塞尚，以及其他艺术家如爱德华·马奈和卡米耶·毕沙罗，作家如阿尔封斯·都德、居伊·德·莫泊桑和若利斯·卡尔·于斯曼。作家们在左拉家中度过一个有趣的夜晚后，齐心协力，联合创作了一本名为《梅当之夜》（Les soirées de Médan，1880年）的小说集。左拉在梅当和巴黎两地轮流居住，最后于1902年9月28日去世。
1905年，他的遗孀亚历山大·左拉将房子捐赠给新成立的左拉基金会。在1985年成为博物馆之前，曾用作儿童疗养院和护理学校。1998年，埃米尔·左拉作品颁布协会（Association pour la Rayonnement de l’Oeuvre d’Émile Zola）接管了房产。该协会由金融家皮埃尔·贝尔杰和他的伴侣、时装设计师伊夫·圣罗兰领导，努力修复房子，开发博物馆，又增加一个侧楼，献给阿尔弗雷德·德雷福斯。在2000年代，每年约有10000人参观这所房子和花园。
2011年，由于建设左拉-德雷福斯项目，关闭房子，预计工期为四年。该项目包括翻修埃米尔·左拉的房子，和建立德雷福斯博物馆，该博物馆将是一个展览和教学、辩论和反思、记忆和警惕的场所。

## 社会
这里有一所小学，一座罗马式教堂（从复活节到诸圣节开放）和一个市政会议室，梅特林克大厅（Salle Maeterlinck）。

## 人口

1962-2008年间梅当人口变化图示

梅当于2022年1月1日时的人口数量为1305人。